# Hermann Bahr
Hermann Bahr (n. 19 iulie 1863, Linz, Austria – d. 15 ianuarie 1934, München, Germania Nazistă) a fost prozator, dramaturg și eseist austriac, una din cele mai importante figuri ale culturii austriece de la finalul secolului XIX, respectiv începutul secolului XX, având o puternică influență asupra curentelor literare din Europa Centrală. 

## Biografie

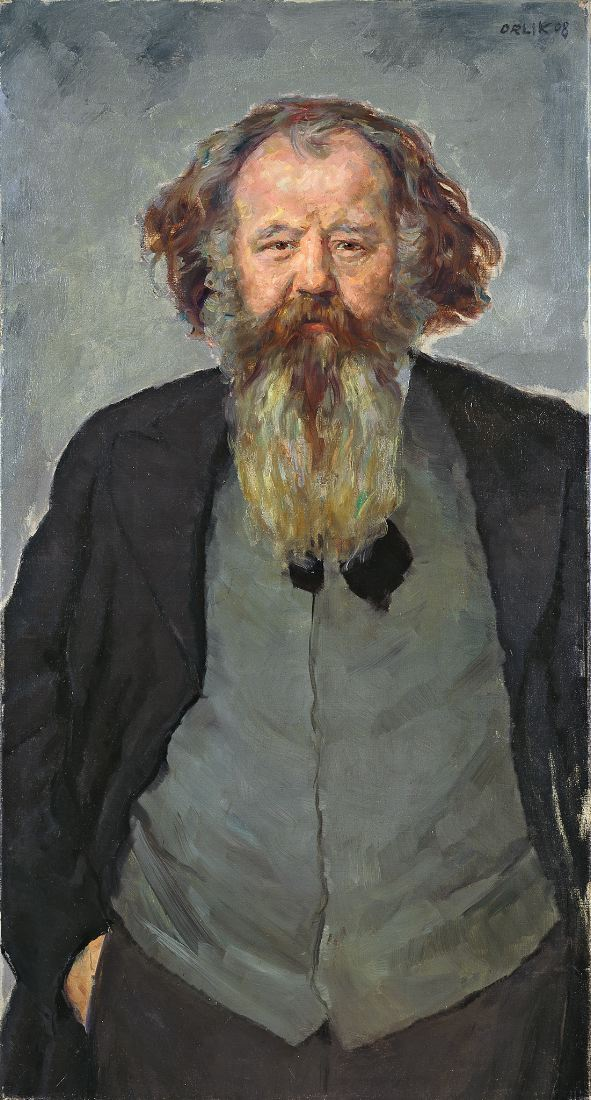
Hermann Bahr - pictură de Emil Orlik (1908)

Hermann Bahr s-a născut la Linz; a studiat filozofia, dreptul și economia la Viena, Cernăuți și Berlin. În tinerețe a fost un antisemit covins, fapt care i-a adus și multe probleme. La Universitatea din Cernăuți i s-a cerut să plece la o altă universitate în mod voluntar ca să nu fie exmatriculat din cauza comportamentului său neadecvat față de colegii săi evrei.
Hermann Bahr a fost, în special prin scrierile sale critice, un important teoretician literar și cultural la începutul secolului în țările de limbă germană și a jucat un rol cheie în definirea noilor stiluri. În timpul vieții sale a scris peste patruzeci de piese de teatru, nouă romane, patruzeci de volume de scrieri critice și o autobiografie.
În 1894 a fondat ziarul Die Zeit. Din 1906 până în 1907, Bahr a fost co-director, împreună cu Max Reinhardt, director al Teatrului German din Berlin (Deutsches Theater). După Primul Război Mondial, a fost dramaturg la Burgtheater din Viena, cel mai mare teatru german vienez, situat pe Ringstraße.
A fost liderul societății literare Viena tânără (Jung-Wien). Membrii acestei societăți se întâlnea, de obicei, la celebra cafenea Griensteidl, aflată în proximitatea bisericii Sfântul Mihail din Viena (dar care a fost închisă în 2007).
A fost prieten cu nume importante precum Thomas Mann, Stefan Zweig, Theodor Herzl, Arthur Schnitzler, Émile Zola, Ivan Franko și George Bernard Shaw. A fost căsătorit cu Anna von Mildenburg, o soprană foarte cunoscută a vremii, elevă a nevestei lui Richard Wagner, Cosima.
O stradă din districtul 21 al Vienei (Floridsdorf) îi poartă numele.

## Opera

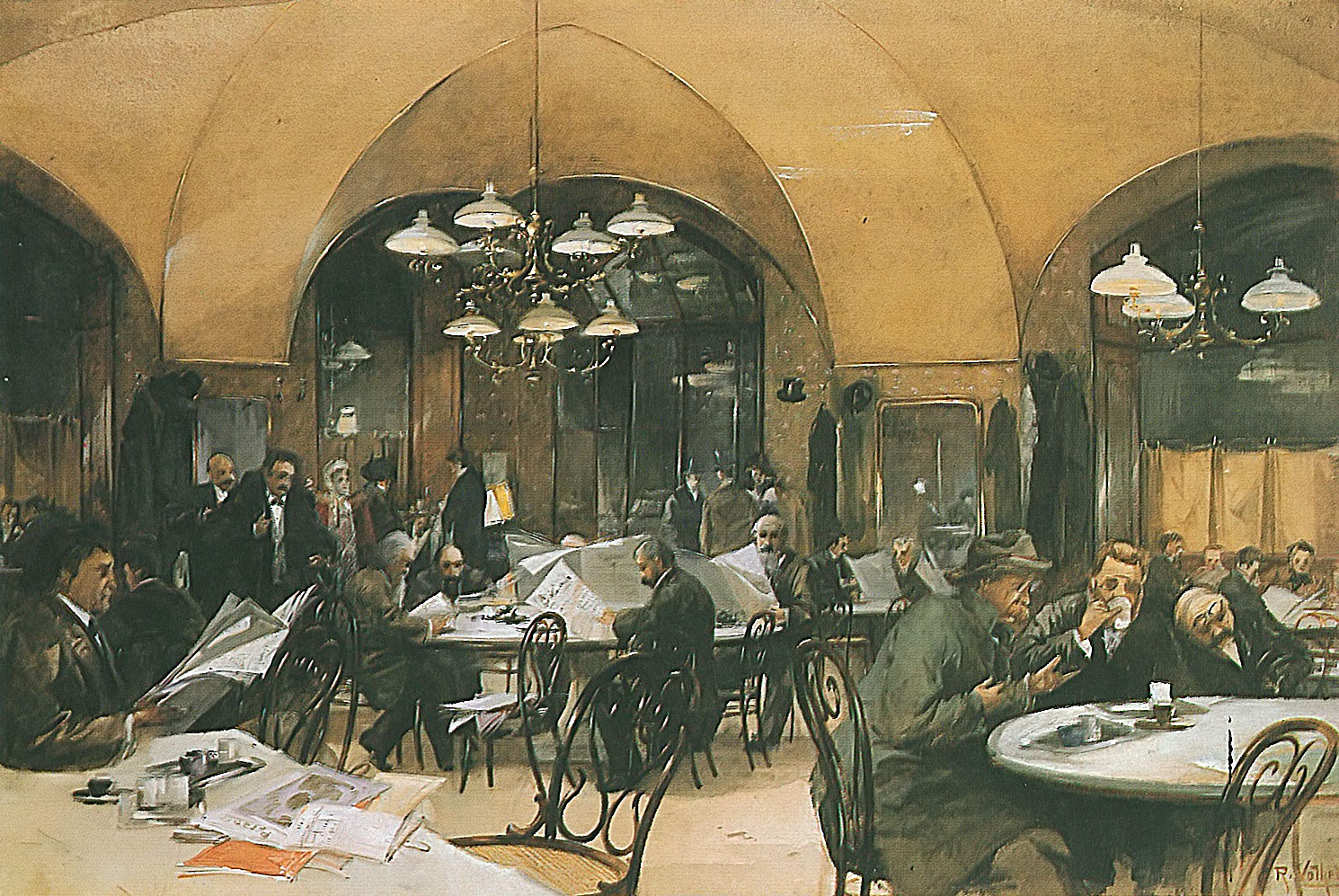
Café Griensteidl în 1896 (Reinhold Völkel)

- 1887 – Oamenii noi ("Die neuen Menschen");
- 1890 – Cu privire la critica modernismului ("Zur Kritik der Moderne");
- 1891 – Depășirea naturalismului ("Die Überwindung des Naturalismus");
- 1891 – Mama ("Die Mutter");
- 1901 – Discuții despre Klimt ("Rede über Klimt");
- 1904 – Impresionismul ("Impressionismus");
- 1909 – Concertul ("Das Konzert");
- 1912 – Drepturile femeii ("Frauenrecht");
- 1912 – Principiul ("Das Prinzip");
- 1916 – Înălțare la cer ("Himmelsfahrt");
- 1923 – Autoportret ("Selbstbildnis").